# 2MASS J12464678+4027150
2MASS J12464678+4027150 ist ein einige Dutzend Parsec entfernter Brauner Zwerg im Sternbild Jagdhunde. Er wurde 2000 von J. Davy Kirkpatrick et al. entdeckt.
Er gehört der Spektralklasse L4 an. Seine Position verschiebt sich aufgrund seiner Eigenbewegung jährlich um 0,16505 Bogensekunden.